# Hemerocallis esculenta
Espèce
Hemerocallis esculenta est une espèce de plantes à fleurs de la famille des Xanthorrhoeaceae.
C'est une plante herbacée originaire d'Asie.

## Répartition
L'espèce Hemerocallis esculenta est originaire du Japon, de Chine et de Russie.

## Nom vernaculaire
- Nikkō kisuge, Japon

## Synonymie
- Hemerocallis dumortieri var. esculenta (Koidz.) Kitam.